# La Fiancée du désert
Pour l’article homonyme, voir La Fiancée du désert (film, 1928).
Pour plus de détails, voir Fiche technique et Distribution.
La Fiancée du désert (La novia del desierto) est un film dramatique argentin écrit et réalisé par Cecilia Atán et Valeria Pivato et sorti en 2017.
Le film, premier long métrage des réalisatrices, est présenté en première mondiale au Festival de Cannes 2017 dans la section Un certain regard.

## Synopsis
Le film suit l’histoire de Teresa Godoy, une femme d'origine chilienne, qui, depuis l'âge de 20 ans, travaille au service d’une famille bourgeoise de Buenos Aires. À 50 ans, elle  est contrainte d’accepter un nouvel emploi, à San Juan, à 1 000 kilomètres de Buenos Aires. Le film suit Teresa dans son périple en bus. Prise au piège dans une tempête, elle rencontre « El Gringo » : un marchand ambulant. Teresa embarque à bord de sa camionnette à la recherche de son sac que celui-ci a déposé par erreur chez un de ses clients.

## Fiche technique
- Titre original : La novia del desierto
- Titre français : La Fiancée du désert
- Réalisation : Cecilia Atán, Valeria Pivato
- Scénario : Cecilia Atán, Valeria Pivato
- Photographie : Sergio Armstrong
- Montage : Andrea Chignoli
- Musique : Leo Sujatovich
- Pays d'origine : Argentine
- Langue originale : espagnol
- Format : couleur
- Genre : dramatique
- Durée : 85 minutes
- Dates de sortie :
  - France : 25 mai 2017 (Festival de Cannes)
  - Argentine : 21 septembre 2017
  - France : 13 décembre 2017 (sortie nationale)

## Distribution
- Paulina García : Teresa
- Claudio Rissi : Julio Alfredo Corvalán dit El Gringo

## Production

### Tournage
Le tournage s'est déroulé en Argentine dans la province de San Juan.

## Sortie

### Accueil critique
En France, l'accueil critique est positif : le site Allociné recense une moyenne des critiques presse de 3,1/5, et des critiques spectateurs à 3,3/5. 

## Distinctions

### Sélections
- Festival de Cannes 2017 : sélection en section Un certain regard.

### Prix
- Festival international du nouveau cinéma latino-américain de La Havane 2017 : Meilleur premier film[3].
- Cóndor de Plata 2018 : Meilleur premier film, meilleur acteur pour Claudio Rissi et meilleure musique[4].